# La tigre e la neve
La tigre e la neve (Nederlands: De tijger en de sneeuw) is een Italiaanse film uit 2005 geregisseerd, geschreven en gespeeld door Roberto Benigni. Zijn vrouw Nicoletta Braschi heeft de film geproduceerd. De Fransman Jean Reno speelt ook mee in de film.

## Verhaal
De dichter Attilio de Giovanni wordt verliefd op de oorlogsjournaliste Vittoria. Tijdens de inval van de Amerikanen in 2004 wordt ze naar Irak gestuurd. Hij gaat haar ondanks de oorlog achterna. Vittoria geraakt ernstig gewond en raakt in coma. Attilio gaat naar Bagdad om medicijnen te zoeken, maar net wanneer Vittoria ontwaakt, wordt hij gearresteerd door de Amerikanen.

## Rolverdeling
- Roberto Benigni - Attilio de Giovanni
- Jean Reno - Fuad
- Nicoletta Braschi - Vittoria
- Tom Waits - zichzelf
- Emilia Fox - Nancy Browning
- Gianfranco Varetto - Advocaat Scuotilancia
- Giuseppe Battiston - Ermanno
- Lucia Poli - Mevrouw Serao
- Chiara Pirri - Emilia
- Anna Pirri - Rosa

## Prijzen en nominaties
- Golden Trailer
  - Gewonnen: Beste buitenlandse film
- Silver Ribbon
  - Gewonnen: Beste script (Benigni en Cerami)
  - Gewonnen: Beste muziek (Nicola Piovani)
  - Genomineerd: Beste acteur (Roberto Benigni)
  - Genomineerd: Beste geluid (Bruno Pupparo)
- David di Donatello
  - Genomineerd: Beste lied (Tom Waits & Kathleen Brennan - You Can Never Hold Back Spring)
  - Genomineerd: Beste visuele effecten

## Trivia
- De film is niet opgenomen in Irak maar in Tunesië.